# Porszívó

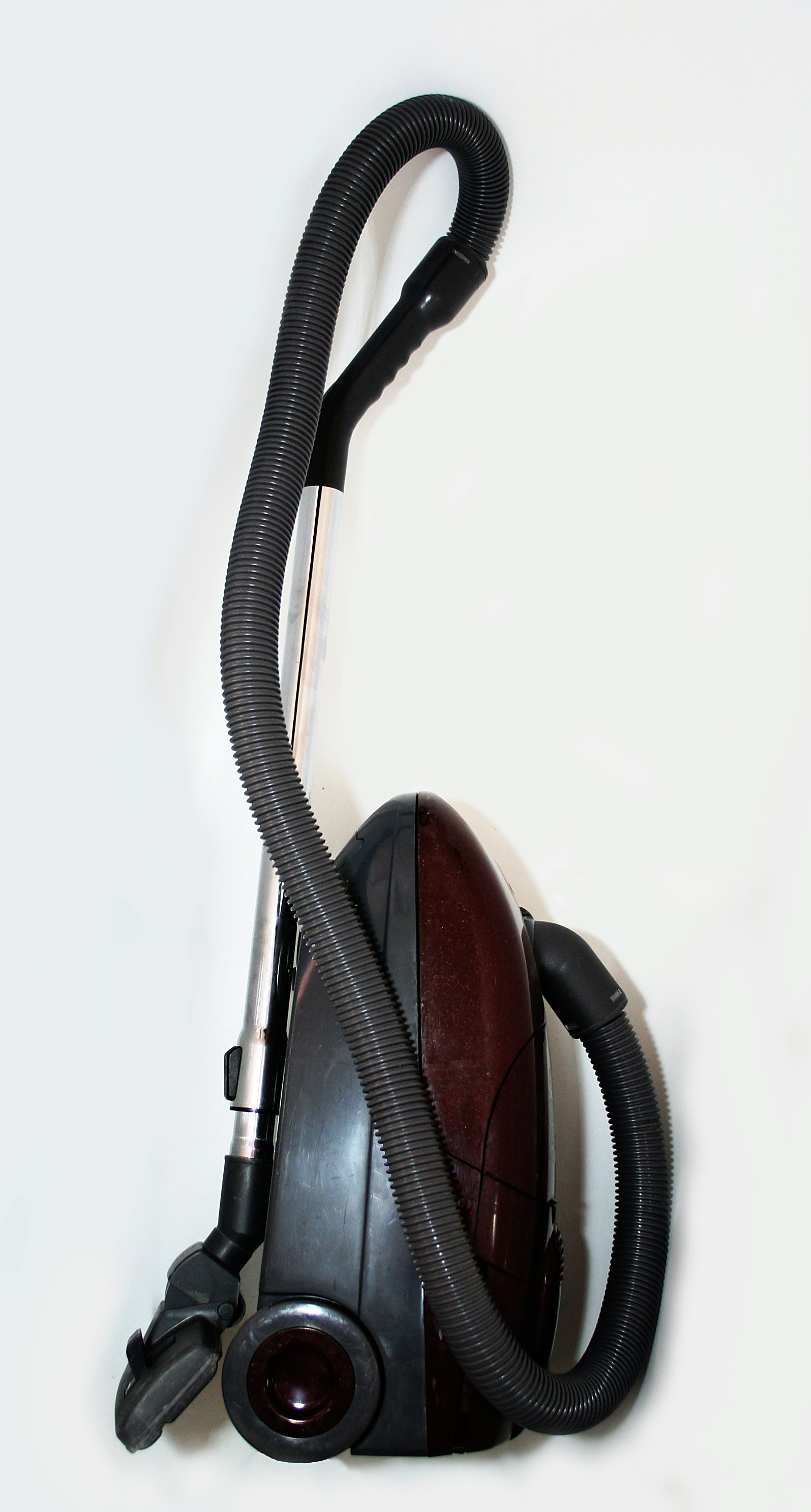
Hagyományos háztartási porszívó

A porszívó főként felületi szennyeződés eltávolítására alkalmas elektromos eszköz, mely részleges vákuum létrehozásával szívja fel a port, szennyeződéseket. Többfajta változata létezik, a mozgathatótól a központi, beépített porszívóig, a kis méretű kézi eszközöktől a nagyméretű, ipari gépekig. Létezik vízzel és gőzzel tisztító változata is.

## Története

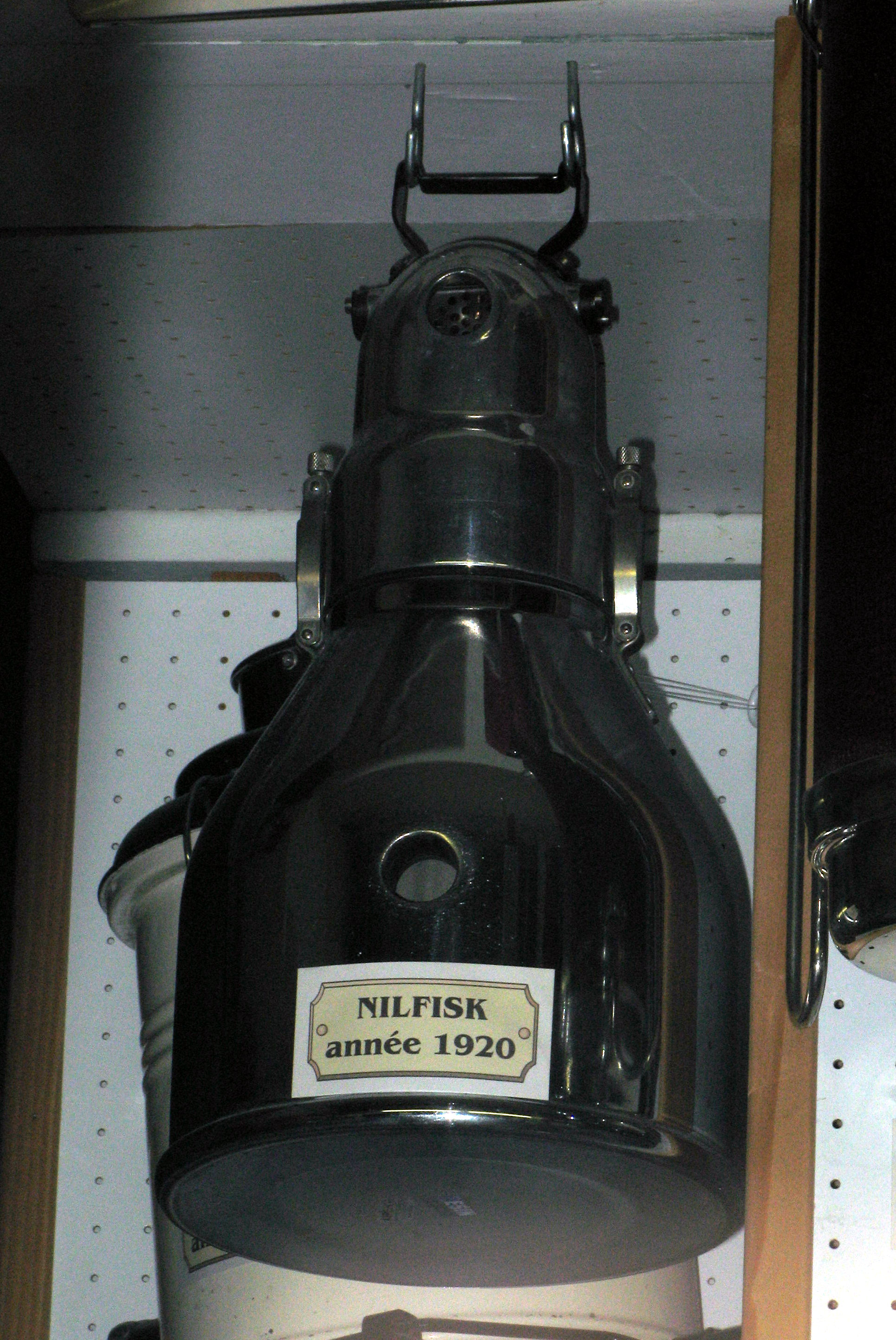
Nilfisk porszívó 1920-ból

A porszívó története a mechanikus seprűkkel kezdődött. Az első mechanikus seprűt 1811-ben az angol James Hume készítette el, ezt Lucius Bigelow fejlesztette tovább 1858-ban. Ezek a seprűk azonban nem működtek túl jól, általában több port vertek fel, mint amennyit összeszedtek. 1876-ban Melville Bissell felesége, Anna kérésére alkotta meg a mechanikus szőnyegseprűt, melynek doboztestében kefék forogtak, így gyűjtve össze a port a szőnyeg felszínéről. A találmány óriási sikert aratott, a család hamarosan gyárat hozatott létre. Férje halála után Anna Bissell lett Amerika első női cégvezetője.
A mai porszívók ősének tekinthető gépet 1901-ben Hubert Cecil Booth alkotta meg, miután végignézte, hogyan próbálkoznak hiábavalóan a vasútállomáson egy géppel kifújni a port a kocsikból. Ekkor jutott eszébe, hogy miért nem beszívással próbálkoznak. Saját otthonában egy zsebkendő segítségével próbálta ki elméletét, majd megalkotta gőzgéppel működő szerkezetét, amely olyan nagy volt, hogy lovaskocsival kellett húzni, és hatalmas zajjal járt a működtetése. Ennek ellenére népszerű volt, középületek, szállodák, sőt VII. Eduárd brit király is előszeretettel vette igénybe a szolgáltatást. 1904-ben Booth megalkotta az első háztartási porszívót, amelyet két személy tudott csak működtetni, a porszívó mégis népszerű lett. Egy évvel később elkészült az elektromos árammal működtetett változat és megjelentek a konkurens cégek a piacon, ezek közül a Hoover bizonyult a legerősebbnek, olyannyira, hogy angol nyelvterületen a hoover szó a porszívót jelenti. Booth cége ipari porszívók gyártására állt át, és elkészítették a világ legnagyobb méretű, 13,5 tonnát nyomó porszívóját az angol bányászat számára.
1912-ben feltalálják az első, levegőbeszívással működő elektromos háztartási porszívót. Az 1901-ben alapított AB Lux vállalat a kültéri világítási berendezésekhez használt petróleumlámpák gyártásával és forgalmazásával foglalkozott. Nagyon sikeres vállalkozásnak bizonyult, azonban 1910-es évek elején a vállalat nagymértékű versennyel szembesült az elektromos világítókészülékek gyártói részéről, ami az értékesítések csökkenéséhez vezetett. Az új piaci elvárásokhoz alkalmazkodva az AB Lux vezetője, C. G. Lindblom olyan alternatív terméket keresett, amelyet a vállalat tudna gyártani és értékesíteni. Az Electrolux alapítója, Axel Wenner-Gren a svéd Sven Carlstedt mérnökkel együtt feltalálta az első, levegőbeszívással működő elektromos háztartási porszívót, a Modell I-et. Axel Wenner-Gren úgy tudta, hogy a Lux szeretne kifejleszteni egy porszívót, amelyet a német piacon értékesített volna. Biztos volt abban, hogy Lindblomnak tetszeni fog a Modell I. Igaza volt, Lindblom meglátta benne a lehetőséget – annak ellenére, hogy ez a modell még 14 kg-ot nyomott, és abban az időben 350 svéd koronába került.
A porszívó mellett Wenner-Gren tízéves tapasztalatot szerzett értékesítési képviselőként Németországban. Azt kérte a Luxtól, hogy kizárólagos jogot kapjon a Modell I németországi forgalmazásához. Kérésének eleget tettek azzal a feltétellel, hogy évente 500 db porszívó értékesítését személyesen garantálja. A kihívást elfogadta, és sikerrel járt. Időközben folytatta együttműködését Carlstedtdel. Közösen kifejlesztettek egy könnyebb, olcsóbb, hatékonyabb porszívót, egy olyan háztartási készüléket, amelyre egy világszínvonalú iparágat sikerült felépítenie. Újabb sikereket ért el: miután eleget tett első szerződésének, Axel Wenner-Gren a Modell II-vel tért vissza a Luxhoz. Ez már csak 9 kilót nyomott, és feleannyiba került, mint az első modell. Mivel meggyőződése volt, hogy a Modell II komoly értékesítési potenciállal rendelkezik, megpróbálta rávenni a Luxot, hogy térjen át a porszívó sorozatgyártására. Kérését ez alkalommal is teljesítették, de csakis azzal a feltétellel, hogy ha Wenner-Gren képes legalább 5000 porszívóra megrendelést szerezni - azaz az eredeti szerződésében kitűzött mennyiség tízszeresére évente. Visszatért hamburgi kollégáihoz, és felajánlotta nekik a Modell II kizárólagos értékesítési jogát Németországban. A porszívó lenyűgözte őket, meg voltak győződve arról, hogy könnyen eladható, így azonnal aláírták az 5000 gépre szóló rendelést.
A 20. század folyamán a gépek egyre könnyebbek lettek, az először fémből készült porszívók külső borítását műanyagra cserélték. Többféle változat jelent meg, porzsákkal és porzsák nélkül, forró gőzzel vagy éppen vízzel tisztítók is. Az 1990-es években elkészültek a ciklonikus szűréssel működő porszívók, a 2000-es évek elején pedig megjelentek az önállóan működő robotporszívók.

## Működési elve
A porszívó rendkívül egyszerű elven működik. A villanymotorral hajtott ventilátor a porzsák felőli részben, vagy egy belső víztér fölött gyenge vákuumot hoz létre, így a szívócsövön és a szívófejen keresztül levegő áramlik be az úgynevezett szívótorkolatba. A levegő magával sodorja a port és más szennyeződéseket, amelyek a porzsákba vagy a víztérbe kerülnek. A megszűrt levegő a szabadba áramlik, miközben hűti a motort is. Vannak a kifújt levegő további szűrését is elvégző berendezések is.

## Központi porszívórendszerek

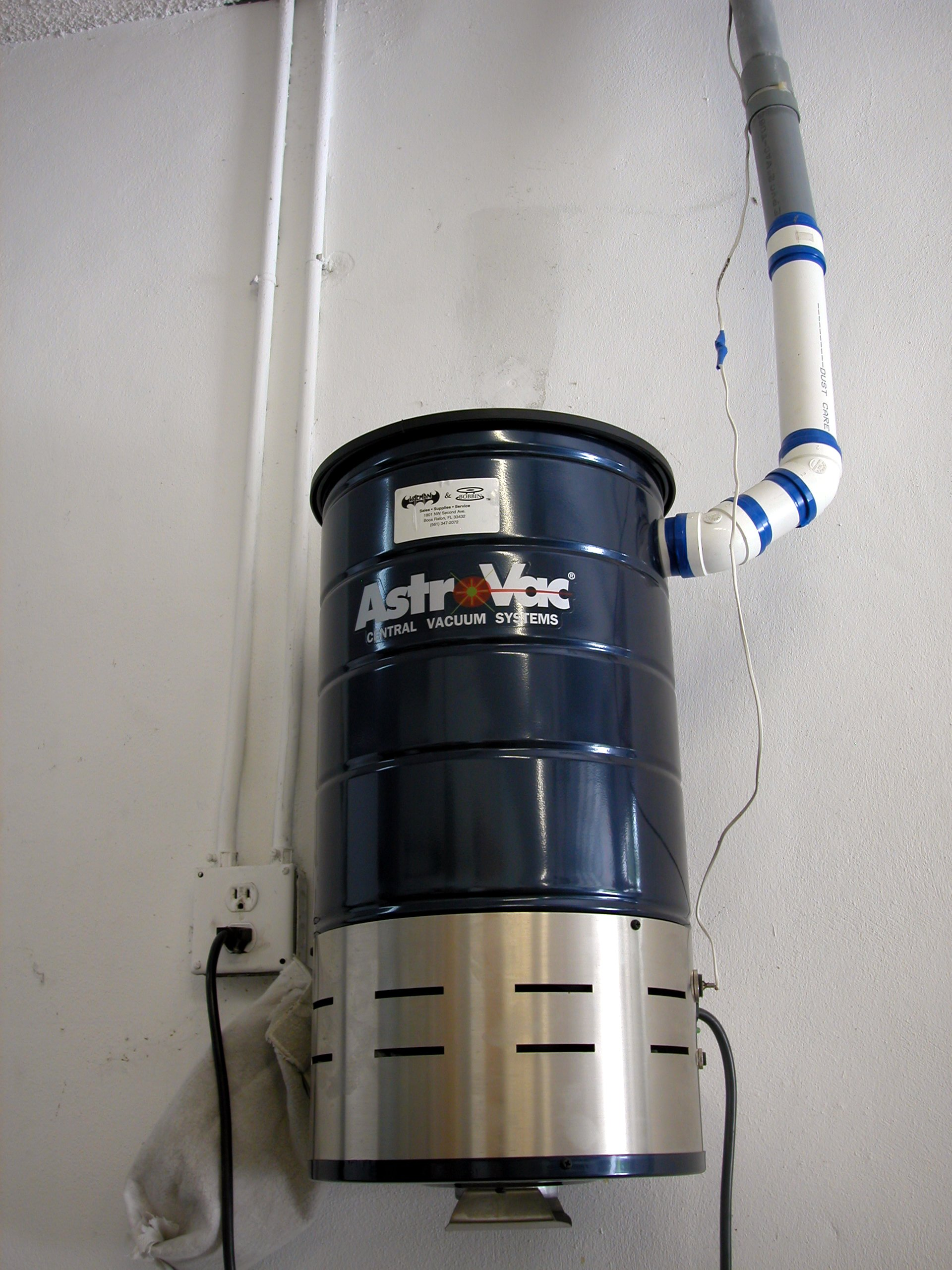
Egy központi porszívó

Központi porszívórendszer az 1800-as évek vége óta létezik. Egy rögzített központi, nagy szívóerejű porszívóból és az épületbe beépített csőrendszerből áll.
A központi porszívó fali csatlakozójához lehet a háztartási porszívó gégecsövéhez hasonló csövet csatlakoztatni. Mivel a porszívó motorja nem a lakótérben van, ezért a munkavégzés csendesebb, mint a háztartási porszívók esetén, valamint a levegő kifújása nem a szobában történik, ezért a port kevéssé kavarja fel a takarítandó helyiségben, ami a takarítás hatékonyságát növeli.